# ...Y los sueños pasan
...Y los sueños pasan es una película de Argentina en blanco y negro  dirigida por Enrique De Rosas según el guion de Alfredo G. Volpe que se estrenó el 19 de mayo de 1939 y que tuvo como protagonistas a  Santiago Arrieta, Laura Hernández,  Roberto Fugazot, María Santos, Augusto Codecá y Homero Cárpena. La película contó con la dirección de diálogos de Atilio Supparo. Fue la primera película de este director.

## Sinopsis
Cuatro jóvenes artistas que viven en una pensión se enamoran de una muchacha que llega a la misma.

## Reparto
- Santiago Arrieta
- Laura Hernández
- Roberto Fugazot
- María Santos
- Augusto Codecá
- Homero Cárpena
- Froilán Varela
- Roberto Blanco
- Mecha López
- Manuel Alcón
- Marino Seré
- Antonio Tagliacozzo

## Comentario
El crítico Roland escribió en Crítica:

"La simpatía del tema...y la visión de un director debutante que no aparece desposeído de aptitudes se alían para apartar a '...Y los sueños pasan de una mediocridad peligrosa....el argumento surge entre una serie de convencionalismos y detalles mal aprovechados."